# Carles Puget i Grases
Carles Puget i Grases (Sant Feliu de Llobregat, 1846 - Igualada, 1925) va ser un procurador dels tribunals i periodista carlí català.
Era fill del barceloní Teodor Puget i Gomis i d'Ana Grases i Padró. Tot i que va néixer a Sant Feliu de Llobregat, des que era nen va viure a Igualada, on el seu pare exercia de notari.
Considerat com un dels pioners del periodisme igualadí, va ser el promotor i director del Semanario de Igualada (1880-1887), periòdic catòlic des del qual va sostenir renyides polèmiques amb La Colmena de Igualada (1880-1882) i El Porvenir de Igualada (1882-1883), i va defensar amb entusiasme el projecte de tren d'Igualada a Martorell. Més endavant fou un dels principals redactors de La Semana de Igualada (1890-1902) i El Estandarte (1908-1910), destacant com a polemista vibrant i d'escriptura fàcil.

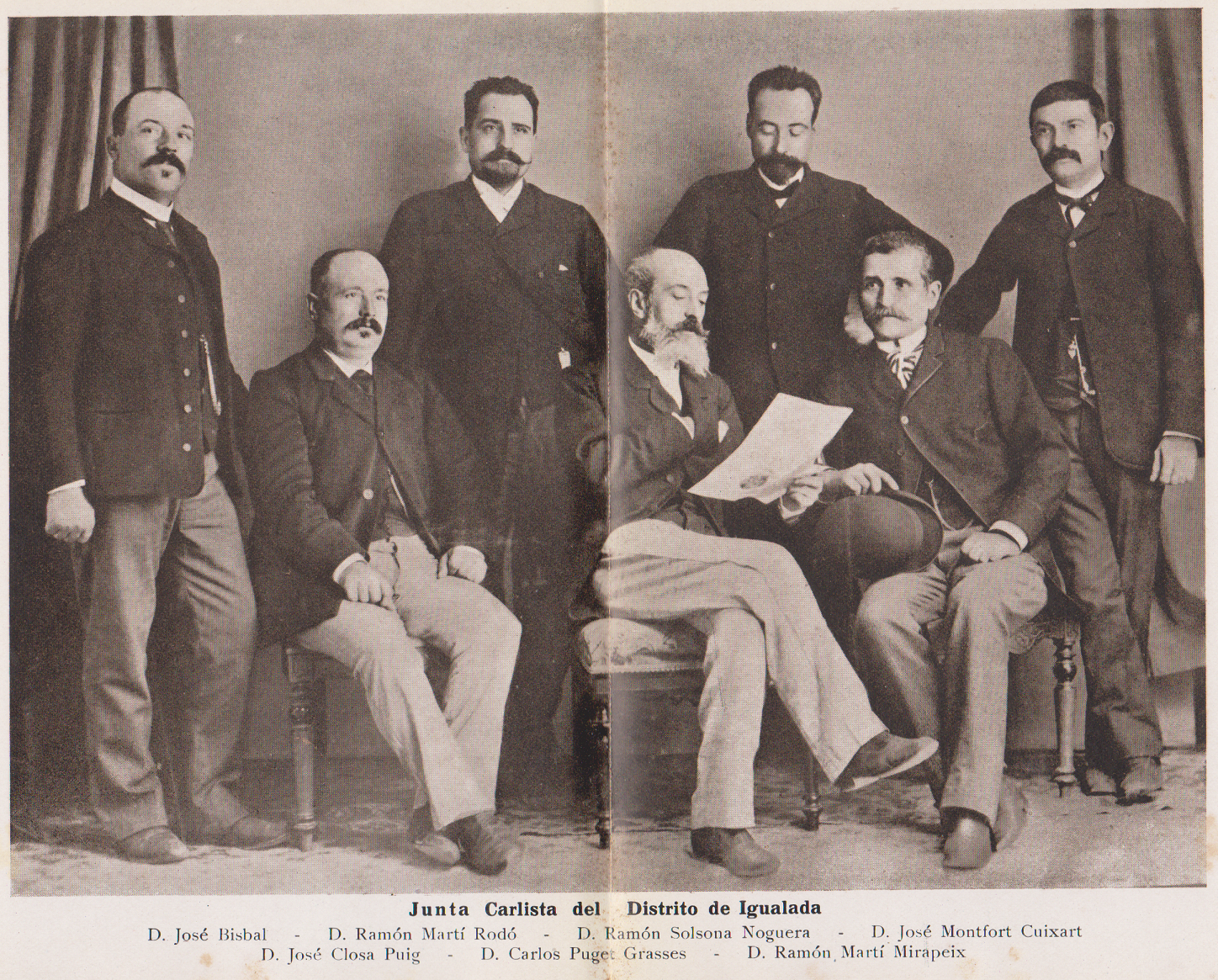
Junta Carlista d'Igualada

El pretendent Carles VII el nomenà cap de la Junta Tradicionalista del districte d'Igualada, càrrec que exercí durant molts anys, fins que va ser succeït per Ramon Martí i Mirapeix.
Com a dirigent carlí d'Igualada el 1885 va signar amb un centenar de carlins locals una adhesió a Ramón Nocedal i al diari integrista El Siglo Futuro, abans que aquest periòdic fos expulsat del partit per Don Carles.
El setembre del 1895 va visitar Don Carles al seu Palau de Loredan de Venècia i va ser convidat a la seva taula. Al seu retorn a Espanya, relataria la trobada amb el cabdill legitimista en un article publicat a la Biblioteca Popular Carlista. El 1901 Puget va enviar al pretendent com a relíquia un troç de la bandera espanyola arriada a Manila l'any 1898, que uns soldats havien aconseguit salvar perquè no caigués íntegra en poder dels yanquis.
Per diferències d'apreciació respecte l'actuació dels carlins locals, es retirà de la política activa, però va mantindre els seus ideals tradicionalistes i la seva subscripció a El Correo Catalán.
Va morir el 6 de desembre del 1925. Estava casat amb Adelina Rodríguez, amb qui va tindre per fills Ramon i Montserrat Puget Rodríguez.

## Obres
- Viaje a Roma. Impresiones de un peregrino (1894)